# Upper Slaughter
Upper Slaughter é uma paróquia e aldeia do distrito de Cotswold, no condado de Gloucestershire, na Inglaterra. De acordo com o Censo de 2011, tinha 177 habitantes. Tem uma área de 12,3 km².